# 奥井奈緒子
奥井 奈緒子（おくい なおこ、1972年11月30日 - ）は日本の女優、歌手。身長161cm。

## 経歴
- 4姉妹の末子として東京に生まれる。その後、小学3年のとき、父の実家がある神奈川県に転居。雙葉学園、慶應義塾大学を卒業し、大手メーカーで働いていたが、25歳のとき俳優養成所に入所。砂岡事務所に所属し芸能活動をおこなう。

- 演劇やミュージカルの他テレビ出演もあり、NHK道徳番組である『虹色定期便』では2年連続でレギュラー出演をした。また、その縁もあってか小学校を中心に講演活動も行っている。

- 芸能活動の他にも大学時代の専門分野を生かし、慶應大学メディアコミュニケーション研究所の講師やWEBデザイナーとしての実績もある。

- 近年は音楽活動に軸を移し、2020年にはビッグバンド「N2 Jazz Orchestra」を結成。
- 2020年、2021年と厚生労働省事業の「かかりつけ医」教材動画にも出演。女優として復帰している。

## テレビ
- NHKドラマ「私の青空」
- NHK学校教育ドラマ「虹色定期便」
- ヨーロッパ向け情報番組「JAPAN CLIP」
- テレビ東京「おはスタ」　他